# ثوم أصفر شاحب
ثوم أصفر شاحب (الاسم العلمي: Allium flavescens) هو نوع من النباتات يتبع جنس الثوم من الفصيلة النرجسية.